# Jeanne d'Arc (R97)
Jeanne d'Arc var en lätt kryssare och skolfartyg som byggdes för Marine Nationale (Frankrikes flotta) i slutet av 1920-talet. Hon utformades både som ett skolfartyg och ett fullt kapabelt krigsfartyg. Hon tjänstgjorde under hela andra världskriget, flydde till Halifax efter Frankrikes fall och anslöt sig så småningom till de fria franska styrkorna före krigsslutet. Efter kriget återupptog kryssaren sina uppgifter som skolfartyg och pensionerades 1964.

## Design och beskrivning
Jeanne d'Arc utformades särskilt för att fungera som ett kadettutbildningsfartyg. Fartyget hade en total längd på 170 meter, en bredd på 17,5 meter och ett djupgående på 5,7 meter. Hennes deplacement var 6 600 ton vid standardlast och 8 928 ton vid fullast. Skrovet var uppdelat genom 16 skott i 17 vattentäta avdelningar. Besättningen bestod av 482 och 156 officerskadetter.

## Tjänstgöring
År 1931 påbörjade Jeanne d'Arc sin första kryssning under ledning av kapten André Marquis. Hon besökte länder i Sydamerika där Frankrike ville öka sitt inflytande. Kryssaren besökte några av Svartahavsstaterna år 1932.
En loggbok över fartyget och en anteckningsbok för nautiska beräkningar från 1937 finns båda på museet för flottakademin "Mircea cel Batran" i Constanța, Rumänien. Under den tiden genomförde fartyget en resa runt jorden, och löjtnanten förde en mycket fyllig loggbok, illustrerad med fotografier.
Under andra världskriget placerades Jeanne d'Arc i West Atlantic Naval Division och deltog i blockaden av tyska lastfartyg i neutrala hamnar. I slutet av maj 1940 skickades hon tillsammans med Émile Bertin från Brest till Kanada med en last guld från Frankrikes centralbank, under konteramiral Rouyers befäl. Efter en resa över Atlanten tillsammans med hangarfartyget Béarn nådde flottiljen säkert Halifax. Jeanne d'Arc seglade sedan till Franska Västindien, där hon stannade i Martinique fram till juli 1943.
1943 anslöt sig Jeanne d'Arc till de fria franska styrkorna. I december deltog hon i operationer på Korsika och i Operation Dragoon.
Senare återupptog hon sin tjänst som skolfartyg med 27 kryssningar runt om i världen, innan hon togs ur tjänst den 16 juli 1964.